# Aligot vesper de Sulawesi
L'aligot vesper de Sulawesi (Pernis celebensis) és un ocell rapinyaire de la família dels accipítrids (Accipitridae). Habita les zones boscoses de Sulawesi i illes properes. El seu estat de conservació es considera de risc mínim.